# Červený Kříž
Červený Kříž (německy Rothen-Kreuz) je vesnice, část Jihlavy. Nachází se 7 km na sever od centra Jihlavy. K Jihlavě byl připojen 1. srpna 1976. Zajíždí sem trolejbusová linka G a autobusová linka č. 12. V roce 2009 zde bylo evidováno 97 adres. V roce 2001 zde trvale žilo 210 obyvatel.
Červený Kříž leží v katastrálním území Antonínův Důl o výměře 1,25 km2.

## Demografie

### Složení obyvatel
| Rok            | 1980 | 1991 | 2001 |
| -------------- | ---- | ---- | ---- |
| Počet obyvatel | 222  | 192  | 210  |

## Další fotografie

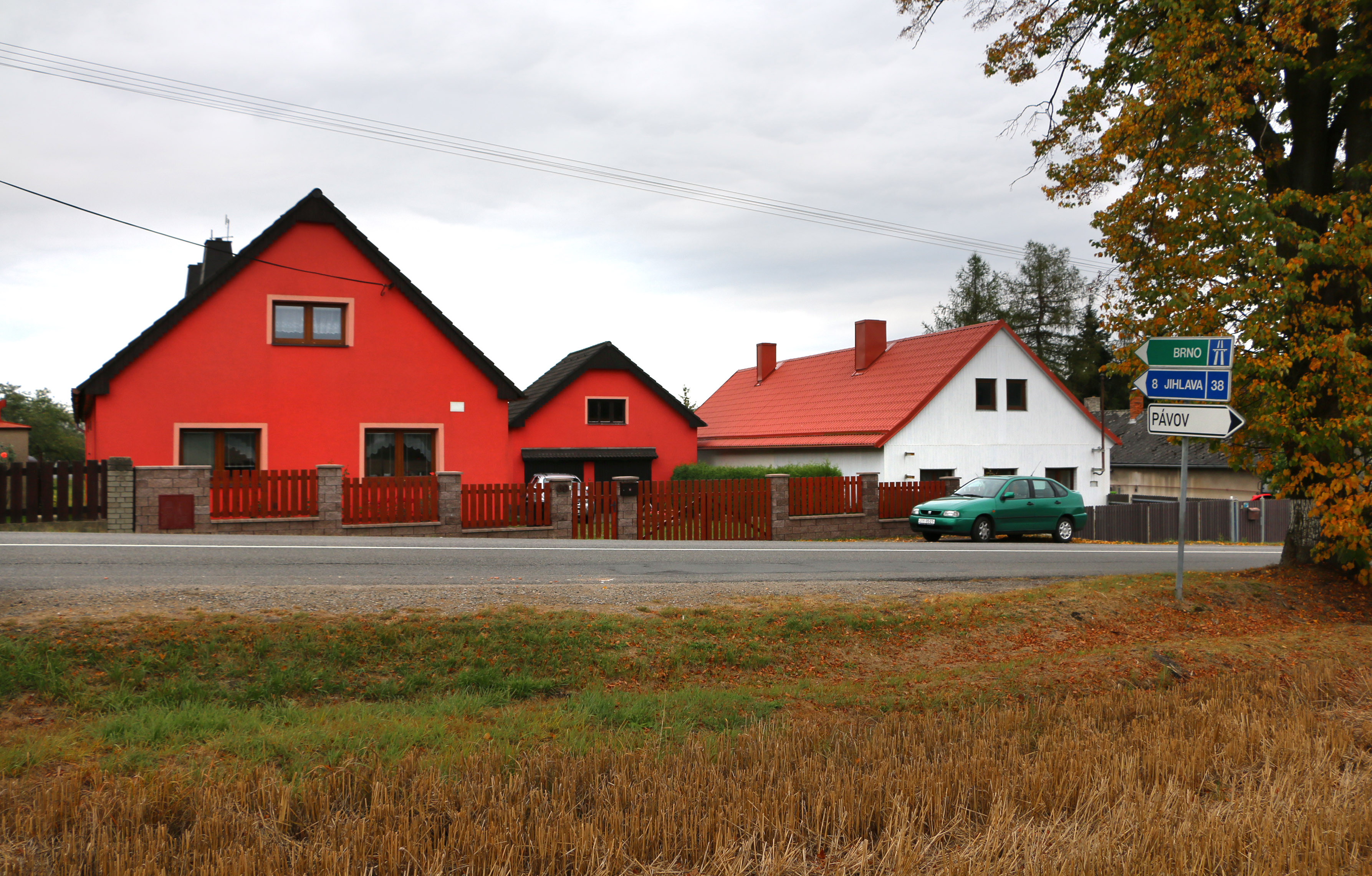
Dům čp. 69
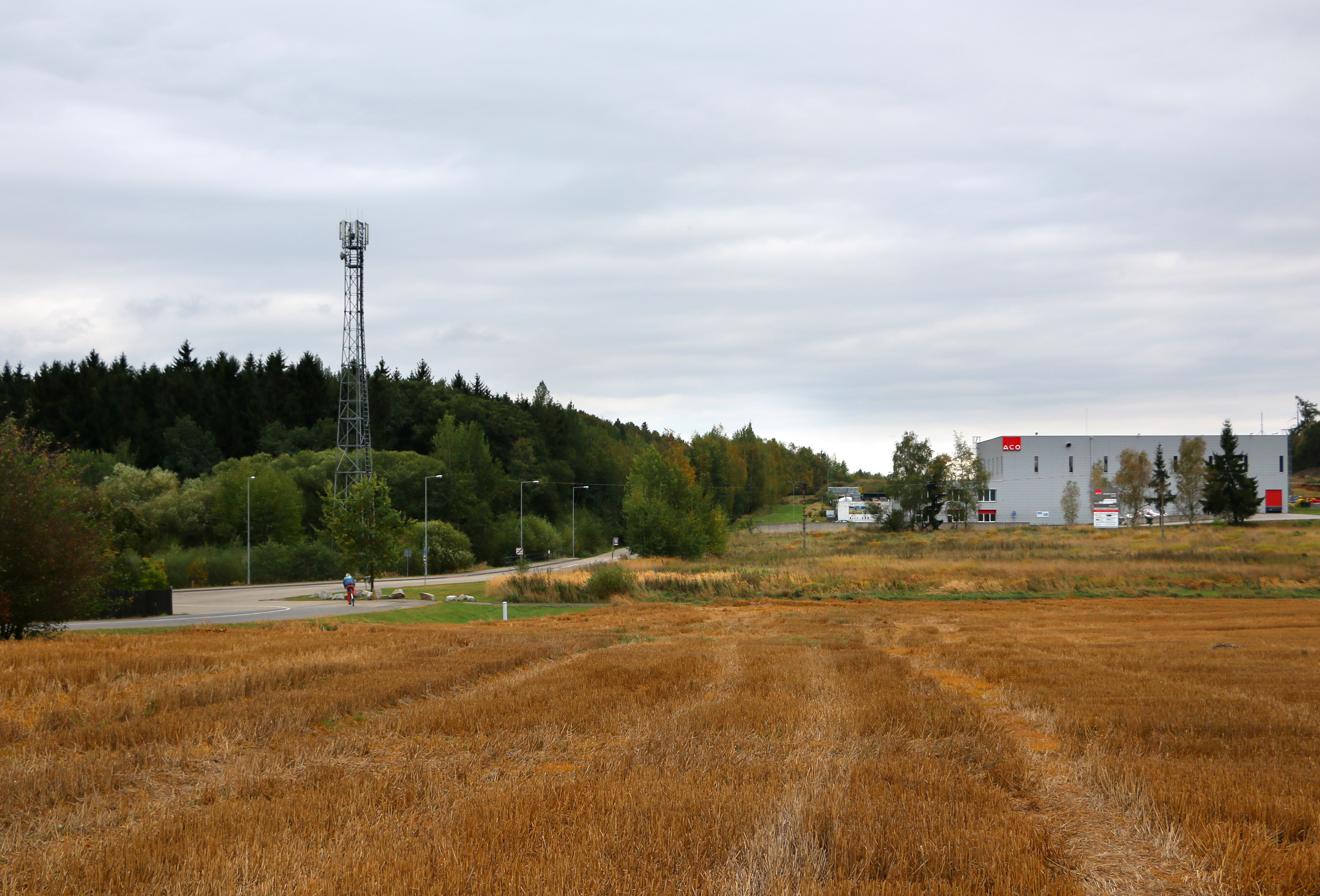
Křižovatka v jižní části vesnice